# Referendo constitucional na Turquia em 2010
O referendo constitucional turco de 2010 foi realizado em 12 de setembro. Cinquenta milhões de eleitores turcos foram chamados a votar no pleito que previa alterar a Constituição. Grande defensor das reformas constitucionais, o Executivo afirma que estas podem ser o passaporte para a União Europeia. Os defensores do "Não" apelaram à rejeição das reformas em nome da separação de poderes, considerando que estas medidas garantiriam o controle total da justiça por parte do Governo e que, ainda, estavam decepcionados pela posição da Europa, em geral favorável às emendas. "O referendo é um passo crucial para a democratização da Turquia. Vim com a minha família para apoiar este passo e darei o meu voto", afirma um jovem turco.

## Mudanças na Constituição

Resultados do referendo por província.
Verde: Sim
Vermelho:Não

A então atual Constituição turca havia sido escrita há exatamente 30 anos por uma junta militar que tomou o poder em um golpe no dia 12 de setembro de 1980.
De acordo com as mudanças, tribunais civis têm o direito de processar militares por crimes contra o Estado, enquanto militares dispensados ganham direito a apelar contra a expulsão. O novo documento também deve reforçar a igualdade entre os sexos, além de proibir discriminação contra crianças, deficientes e idosos. Trabalhadores também têm direito a integrar mais de um sindicato, e a proibição de greves de fundo político será eliminada. No Parlamento, representantes que conquistaram cadeiras através do voto terão direito a permanecer na casa mesmo que o seu partido seja banido.

## Resultados[3]
Dos 37.643.313 de votos válidos (98,11% do total), 21.788.272 (57,88%) apoiaram o Sim e 15.855.041 (42,12%) apoiaram o Não. Os votos inválidos somam 725.852 votos (1,89%).